# Добровеличковский район
Добровели́чковский райо́н (укр. Добровеличківський район) — упразднённая административная единица в Кировоградской области Украины.

## История
Образован в 1923 году на территории бывших Добровеличковской и Липняжской волостей Первомайского уезда и вошёл в состав Первомайского округа Одесской губернии. В 1926 году к району были присоединены части территорий упразднённых Викторштадтского и Ольшанского районов. В июне 1930 года Первомайский округ был расформирован и район вошёл в состав Уманского округа, однако уже в сентябре того же года все округа в Украинской ССР были ликвидированы и Добровеличковский район перешёл в прямое подчинение руководству республики.
В 1932 году район вошёл в состав новообразованной Одесской области. В 1935 году часть территории района вошла в состав Песчанобродского района. Указом Президиума Верховного Совета СССР от 10 января 1939 года Добровеличковский район включён в состав образованной этим же указом Кировоградской области в составе Украинской ССР.
В 1957 году в состав района вошла часть упразднённого Тишковского района. В ходе административной реформы в Украинской ССР, в 1962 году территория района была укрупнена за счёт присоединения частей Ольшанского и Новоукраинского районов, однако уже в 1965—1966 годах реформа была свёрнута и большая часть присоединённой к району территории была возвращена в прежние границы.
17 июля 2020 года в результате административно-территориальной реформы район вошёл в состав Новоукраинского района, на его территории были созданы Добровеличковская, Песчанобродская, Помошнянская и Тишковская территориальные общины.

## Население
По состоянию на 1 августа 2015 года, численность населения района составила 34 099 человек, в том числе городское — 14 817 человек (43,45 %), сельское — 19 282 жителя (56,55 %).

### Национальный состав
По данным переписи 2001 года в районе проживало 42 958 человек, в населении района присутствовали следующие этнические группы:
- украинцы — 93,5 %
- русские — 3,3 %
- молдаване — 1,6 %
- белорусы — 0,7 %.

## Состав района
На момент упразднения в состав района входили следующие населённые пункты:
- Помошнянский городской совет
  - Помошная
- Добровеличковкий поселковый совет
  - Добровеличковка
  - Варваро-Александровка
  - Марьевка
- Александровский сельский совет:
  - Александровка
  - Богодаровка
- Алексеевский сельский совет:
  - Алексеевка
  - Кирилловка
- Братолюбовский сельский совет:
  - Братолюбовка
  - Воробьёвка
  - Нововикторовка
- Гаевский сельский совет:
  - Верное
  - Гаевка
  - Новотишковка
  - Осыково
- Глинянский сельский совет:
  - Глиняное
  - Межколодежное
  - Новоглиняное
- Гнатовский сельский совет:
  - Гнатовка
  - Михайловка
  - Новониколаевка
- Дружелюбовский сельский совет:
  - Александро-Завадское
  - Василевка
  - Дружелюбовка
  - Скопиевка
  - Шевченко
- Карбовский сельский совет:
  - Карбовка
- Липняжский сельский совет:
  - Владимировка
  - Водяное
  - Липняжка
- Любомирский сельский совет:
  - Коколово
  - Любомирка
  - Окняное
- Марковский сельский совет:
  - Анатольевка
  - Марково
- Николаевский сельский совет:
  - Николаевка
  - Новопетровка
- Новолутковский сельский совет:
  - Александро-Акацатово
  - Добротимофеевка
  - Новолутковка
- Перчуновский сельский совет:
  - Перчуново
  - Смеливое
- Песчанобродский сельский совет:
  - Веснянка
  - Крикунка
  - Новая Ковалёвка
  - Перемога
  - Песчаный Брод
- Терновский сельский совет:
  - Новостанковатая
  - Терновое
- Тишковский сельский совет:
  - Андреевка
  - Богдановка
  - Тишковка
- Троянский сельский совет:
  - Новодобрянка
  - Новоодесса
  - Трояны
- Фёдоровский сельский совет:
  - Новомихайловка
  - Показовое
  - Поповка
  - Фёдоровка
- Червонополянский сельский совет:
  - Акимовка
  - Никольское
  - Червоная Поляна
- Юрьевский сельский совет:
  - Юрьевка